# Serie C 2017/18
Die Serie C 2017/18 war die 4. Spielzeit der dritthöchsten italienischen Spielklasse im Fußball der Männer. Sie begann am 26. August 2017 und endete am 6. Mai 2018.

## Saisonverlauf

### Vor Saisonbeginn
Ursprünglich war eine reguläre Durchführung mit 60 Mannschaften vorgesehen, darunter 4 Mannschaften, die aus der Serie B 2016/17 abgestiegen waren, 47 Teams, die die Lega Pro 2016/17 bestritten und 9 Mannschaften, die aus der Serie D aufgestiegen waren. Am 24. Mai 2017 wurde US Latina, die gerade aus der Serie B in die Serie C abgestiegen war, für zahlungsunfähig erklärt und aus dem Fußballligasystem ausgeschlossen, wodurch eine erste Vakanz in der Ligazusammenstellung geschaffen wurde. Como Calcio, 7. der vergangenen Saison bekam keine Lizenz für die Serie C und musste zwangsabsteigen, wodurch ein zweiter Ligaplatz frei wurde.
SC Maceratese, Mantova FC und ACR Messina hatten ihre Bankgarantien nicht eingereicht. Da alle drei Vereine keine Rechtsmittel einlegten, wurden sie für die Serie C ausgeschlossen. Am 4. August 2017 wurde US Triestina zum einzigen zugelassenen Verein erklärt, der in der Serie C für die ausgeschlossenen Vereine antreten konnte. Am 11. August wurde auch Rende Calcio 1968 zugelassen.

### Ausschlüsse während der Saison
Am 5. November 2017 wurde der FC Modena für bankrott erklärt, nachdem der Verein an vier aufeinander folgenden Spielen nicht teilnahm. Somit wurde die Spielzeit in der Serie C mit insgesamt 56 Teams zu Ende gespielt.

## Gruppe A

### Teilnehmer
Die Vereine sind nach den Heimatstädten sortiert.
| Logo | Verein                   | Stadt       | Region         |
| ---- | ------------------------ | ----------- | -------------- |
|      | US Alessandria Calcio    | Alessandria | Piemont        |
|      | US Arezzo                | Arezzo      | Toskana        |
|      | Arzachena Costa Smeralda | Arzachena   | Sardinien      |
|      | Carrarese Calcio         | Carrara     | Toskana        |
|      | AC Cuneo 1905            | Cuneo       | Piemont        |
|      | AS Giana Erminio         | Gorgonzola  | Lombardei      |
|      | US Gavorrano             | Follonica   | Toskana        |
|      | AS Livorno               | Livorno     | Toskana        |
|      | AS Lucchese Libertas     | Lucca       | Toscana        |
|      | AC Monza                 | Monza       | Lombardei      |
|      | Olbia Calcio 1905        | Olbia       | Sardinien      |
|      | Piacenza Calcio 1919     | Piacenza    | Emilia-Romagna |
|      | AS Pro Piacenza 1919     | Piacenza    | Emilia-Romagna |
|      | US Pistoiese             | Pistoia     | Toskana        |
|      | US Città di Pontedera    | Pontedera   | Toskana        |
|      | AC Pisa                  | Pisa        | Toscana        |
|      | AC Prato                 | Prato       | Toskana        |
|      | Robur Siena              | Siena       | Toskana        |
|      | AS Viterbese Castrense   | Viterbo     | Latium         |

### Abschlusstabelle
| Pl.               | Verein                       | Sp. | S  | U  | N  | Tore    | Diff. | Punkte |
| ----------------- | ---------------------------- | --- | -- | -- | -- | ------- | ----- | ------ |
| 1.                | AS Livorno                   | 36  | 20 | 8  | 8  | 064:380 | +26   | 68     |
| 2.                | Robur Siena                  | 36  | 20 | 7  | 9  | 041:300 | +11   | 67     |
| 3.                | AC Pisa (A)                  | 36  | 16 | 13 | 7  | 044:300 | +14   | 61     |
| 4.                | SS Monza 1912 (N)            | 36  | 16 | 10 | 10 | 040:260 | +14   | 58     |
| 5.                | AS Viterbese Castrense       | 36  | 16 | 10 | 10 | 046:350 | +11   | 58     |
| 6.                | US Alessandria Calcio        | 36  | 14 | 14 | 8  | 054:370 | +17   | 56     |
| 7.                | Carrarese Calcio             | 36  | 15 | 10 | 11 | 057:470 | +10   | 55     |
| 8.                | Piacenza Calcio 1919 1       | 36  | 14 | 10 | 12 | 043:410 | +2    | 50     |
| 9.                | AS Giana Erminio             | 36  | 11 | 13 | 12 | 059:560 | +3    | 46     |
| 10.               | US Pistoiese                 | 36  | 10 | 16 | 10 | 044:470 | −3    | 46     |
| 11.               | US Città di Pontedera        | 36  | 12 | 10 | 14 | 038:490 | −11   | 46     |
| 12.               | AS Lucchese Libertas         | 36  | 10 | 14 | 12 | 035:420 | −7    | 44     |
| 13.               | Olbia Calcio 1905            | 36  | 12 | 7  | 17 | 039:520 | −13   | 43     |
| 14.               | AS Pro Piacenza 1919         | 36  | 11 | 8  | 17 | 038:430 | −5    | 41     |
| 15.               | Arzachena Costa Smeralda (N) | 36  | 10 | 9  | 17 | 049:530 | −4    | 39     |
| 16.               | US Arezzo 2                  | 36  | 14 | 10 | 12 | 039:350 | +4    | 39     |
| 17.               | US Gavorrano (N) 3           | 36  | 9  | 9  | 18 | 035:510 | −16   | 34     |
| 18.               | AC Cuneo 1905 (N)            | 36  | 7  | 11 | 18 | 024:470 | −23   | 32     |
| 19.               | AC Prato                     | 36  | 5  | 11 | 20 | 032:620 | −30   | 26     |
| Stand: Saisonende |                              |     |    |    |    |         |       |        |

Platzierungskriterien: 1. Punkte – 2. Direkter Vergleich (Punkte, Tordifferenz, geschossene Tore) – 3. Tordifferenz – 4. geschossene Tore

| Zum Saisonende 2017/18: |                                    |
| Meister der Gruppe, Aufstieg in die Serie B 2018/19 und Teilnahme an der Supercoppa Serie C Teilnahme an den Play-offs Teilnahme an den Play-offs durch Sieg der Coppa Italia Serie C 2017/18 Teilnahme an den Play-outs Abstieg in die Serie D 2018/19 |                                    |
| |                                    |
| Zum Saisonende 2016/17: |                                    |
| (A) | Absteiger aus der Serie B 2016/17  |
| (N) | Aufsteiger aus der Serie D 2016/17 |
| |                                    |

### Torschützenliste
Bei gleicher Anzahl von Toren sind die Spieler alphabetisch nach Nachnamen bzw. Künstlernamen sortiert.
| Pl. | Nat.        | Name                  | Mannschaft                                         | Tore |
| --- | ----------- | --------------------- | -------------------------------------------------- | ---- |
| 01. | Italien     | Daniele Vantaggiato   | AS Livorno                                         | 19   |
| 02. | Italien     | Francesco Tavano      | Carrarese Calcio                                   | 18   |
| 03. | Italien     | Daniele Ragatzu       | Olbia Calcio 1905                                  | 15   |
| 04. | Italien     | Salvatore Bruno       | AS Giana Erminio                                   | 14   |
| 04. | Italien     | Fabio Perna           | AS Giana Erminio                                   | 14   |
| 06. | Italien     | Alessio Curcio        | Arzachena Costa Smeralda                           | 13   |
| 06. | Argentinien | Franco Ferrari        | US Pistoiese                                       | 13   |
| 08. | Italien     | Danilo Alessandro     | AS Pro Piacenza 1919                               | 12   |
| 08. | Italien     | Tommaso Ceccarelli    | AC Prato                                           | 12   |
| 08. | Argentinien | Pablo Andrés González | US Alessandria Calcio                              | 12   |
| 08. | Italien     | Michele Marconi       | US Alessandria Calcio                              | 12   |
| 08. | Italien     | Davide Moscardelli    | US Arezzo                                          | 12   |
| 08. | Italien     | Massimiliano Pesenti  | US Città di Pontedera (8) Piacenza Calcio 1919 (4) | 12   |

## Gruppe B
Die Vereine sind nach den Heimatstädten sortiert.
| Logo | Verein                  | Stadt                    | Region                  |
| ---- | ----------------------- | ------------------------ | ----------------------- |
|      | Bassano Virtus          | Bassano del Grappa       | Venetien                |
|      | FC Südtirol             | Bozen                    | Trentino-Südtirol       |
|      | Alma Juventus Fano 1906 | Fano                     | Marken                  |
|      | AS Gubbio 1910          | Gubbio                   | Umbrien                 |
|      | UC AlbinoLeffe          | Leffe                    | Lombardei               |
|      | AC Mestre               | Mestre                   | Venetien                |
|      | FC Fermana              | Massa Fermana            | Marken                  |
|      | Calcio Padova           | Padua                    | Venetien                |
|      | Pordenone Calcio        | Pordenone                | Friaul-Julisch Venetien |
|      | FC Ravenna              | Ravenna                  | Emilia-Romagna          |
|      | AC Reggiana             | Reggio nell’Emilia       | Emilia-Romagna          |
|      | AC Renate               | Renate                   | Lombardei               |
|      | Santarcangelo Calcio    | Santarcangelo di Romagna | Emilia-Romagna          |
|      | Feralpisalò             | Salò                     | Lombardei               |
|      | SS Sambenedettese       | San Benedetto del Tronto | Marken                  |
|      | Ternana Calcio          | Terni                    | Umbrien                 |
|      | US Triestina            | Triest                   | Friaul-Julisch Venetien |
|      | Vicenza Calcio          | Vicenza                  | Venetien                |

### Abschlusstabelle
| Pl.               | Verein                  | Sp. | S  | U  | N  | Tore    | Diff. | Punkte |
| ----------------- | ----------------------- | --- | -- | -- | -- | ------- | ----- | ------ |
| 1.                | Calcio Padova           | 34  | 17 | 12 | 5  | 044:270 | +17   | 63     |
| 2.                | FC Südtirol             | 34  | 15 | 10 | 9  | 037:280 | +9    | 55     |
| 3.                | SS Sambenedettese       | 34  | 14 | 11 | 9  | 038:310 | +7    | 53     |
| 4.                | AC Reggiana             | 34  | 14 | 11 | 9  | 041:350 | +6    | 53     |
| 5.                | UC AlbinoLeffe          | 34  | 13 | 10 | 11 | 036:310 | +5    | 49     |
| 6.                | Feralpisalò             | 34  | 13 | 10 | 11 | 047:430 | +4    | 49     |
| 7.                | AC Renate               | 34  | 12 | 12 | 10 | 034:310 | +3    | 48     |
| 8.                | Bassano Virtus          | 34  | 13 | 9  | 12 | 038:300 | +8    | 48     |
| 9.                | Pordenone Calcio        | 34  | 11 | 13 | 10 | 046:440 | +2    | 46     |
| 10.               | AC Mestre (N) 1         | 34  | 12 | 10 | 12 | 040:360 | +4    | 44     |
| 11.               | US Triestina (N)        | 34  | 9  | 16 | 9  | 042:360 | +6    | 43     |
| 12.               | FC Ravenna (N)          | 34  | 12 | 7  | 15 | 031:380 | −7    | 43     |
| 13.               | Alma Juventus Fano 1906 | 34  | 9  | 11 | 14 | 025:310 | −6    | 38     |
| 14.               | FC Fermana (N)          | 34  | 8  | 14 | 12 | 027:360 | −9    | 38     |
| 15.               | AS Gubbio 1910          | 34  | 9  | 9  | 16 | 034:460 | −12   | 36     |
| 16.               | SS Teramo Calcio        | 34  | 6  | 17 | 11 | 033:420 | −9    | 35     |
| 17.               | Santarcangelo Calcio 2  | 34  | 9  | 11 | 14 | 034:520 | −18   | 35     |
| 18.               | Vicenza Calcio (A) 3    | 34  | 8  | 11 | 15 | 029:390 | −10   | 32     |
| 19.               | FC Modena 4             | 0   | 0  | 0  | 0  | 000:000 | ±0    | 0      |
| Stand: Saisonende |                         |     |    |    |    |         |       |        |

Platzierungskriterien: 1. Punkte – 2. Direkter Vergleich (Punkte, Tordifferenz, geschossene Tore) – 3. Tordifferenz – 4. geschossene Tore

| Zum Saisonende 2017/18: |                                    |
| Meister der Gruppe, Aufstieg in die Serie B 2018/19 und Teilnahme an der Supercoppa Serie C Teilnahme an den Play-offs Teilnahme an den Play-outs Abstieg in die Serie D 2018/19 |                                    |
| |                                    |
| Zum Saisonende 2016/17: |                                    |
| (A) | Absteiger aus der Serie B 2016/17  |
| (N) | Aufsteiger aus der Serie D 2016/17 |
| |                                    |

### Torschützenliste
Bei gleicher Anzahl von Toren sind die Spieler alphabetisch nach Nachnamen bzw. Künstlernamen sortiert.
| Pl. | Nat.    | Name                    | Mannschaft        | Tore |
| --- | ------- | ----------------------- | ----------------- | ---- |
| 01. | Italien | Simone Guerra           | Feralpisalò       | 19   |
| 02. | Italien | Rocco Costantino        | FC Südtirol       | 14   |
| 03. | Italien | Alessandro Capello      | Calcio Padova     | 13   |
| 03. | Italien | Ettore Marchi           | AS Gubbio 1910    | 13   |
| 05. | Italien | Cristian Altinier       | AC Reggiana       | 11   |
| 05. | Italien | Guido Gomez             | AC Renate         | 11   |
| 07. | Italien | Antonio Bacio Terracino | SS Teramo Calcio  | 10   |
| 07. | Italien | Carmine De Sena         | FC Ravenna        | 10   |
| 07. | Italien | Luca Miracoli           | SS Sambenedettese | 10   |
| 07. | Italien | Dario Sottovia          | AC Mestre         | 10   |

## Gruppe C

### Teilnehmer
Die Vereine sind nach den Heimatstädten sortiert.
| Logo | Verein                    | Stadt                   | Region     |
| ---- | ------------------------- | ----------------------- | ---------- |
|      | SS Akragas                | Agrigent                | Sizilien   |
|      | SS Fidelis Andria 1928    | Andria                  | Apulien    |
|      | AS Bisceglie              | Bisceglie               | Apulien    |
|      | FC Casertana              | Caserta                 | Kampanien  |
|      | SS Juve Stabia            | Castellammare di Stabia | Kampanien  |
|      | Catania Calcio            | Catania                 | Sizilien   |
|      | Catanzaro Calcio 2011     | Catanzaro               | Kalabrien  |
|      | Cosenza Calcio            | Cosenza                 | Kalabrien  |
|      | Racing Club Fondi         | Fondi                   | Latium     |
|      | Virtus Francavilla Calcio | Francavilla Fontana     | Apulien    |
|      | US Lecce                  | Lecce                   | Apulien    |
|      | Sicula Leonzio            | Lentini                 | Sizilien   |
|      | SS Matera Calcio          | Matera                  | Basilikata |
|      | SS Monopoli 1966          | Monopoli                | Apulien    |
|      | Paganese Calcio 1926      | Pagani                  | Kampanien  |
|      | Urbs Reggina 1914         | Reggio Calabria         | Kalabrien  |
|      | Rende Calcio 1968         | Rende                   | Kalabrien  |
|      | Siracusa Calcio           | Syrakus                 | Sizilien   |
|      | Trapani Calcio            | Trapani                 | Sizilien   |

### Abschlusstabelle
| Pl.               | Verein                     | Sp. | S  | U  | N  | Tore    | Diff. | Punkte |
| ----------------- | -------------------------- | --- | -- | -- | -- | ------- | ----- | ------ |
| 1.                | US Lecce                   | 36  | 21 | 11 | 4  | 053:300 | +23   | 74     |
| 2.                | Catania Calcio             | 36  | 21 | 7  | 8  | 065:310 | +34   | 70     |
| 3.                | Trapani Calcio (A)         | 36  | 19 | 11 | 6  | 060:350 | +25   | 68     |
| 4.                | SS Juve Stabia             | 36  | 14 | 13 | 9  | 049:350 | +14   | 55     |
| 5.                | Cosenza Calcio             | 36  | 14 | 12 | 10 | 041:350 | +6    | 54     |
| 6.                | SS Monopoli 1966           | 36  | 14 | 11 | 11 | 046:350 | +11   | 53     |
| 7.                | FC Casertana               | 36  | 13 | 11 | 12 | 037:320 | +5    | 50     |
| 8.                | Rende Calcio 1968 (N)      | 36  | 14 | 8  | 14 | 031:350 | −4    | 50     |
| 9.                | Virtus Francavilla Calcio  | 36  | 10 | 16 | 10 | 035:430 | −8    | 46     |
| 10.               | Sicula Leonzio             | 36  | 11 | 13 | 12 | 037:370 | ±0    | 46     |
| 11.               | AS Bisceglie               | 36  | 11 | 12 | 13 | 039:460 | −7    | 45     |
| 12.               | SS Matera Calcio 1         | 36  | 15 | 10 | 11 | 040:370 | +3    | 42     |
| 13.               | Siracusa Calcio 2          | 36  | 14 | 10 | 12 | 037:290 | +8    | 42     |
| 14.               | Catanzaro Calcio 2011      | 36  | 11 | 9  | 16 | 035:450 | −10   | 42     |
| 15.               | Urbs Sportiva Reggina 1914 | 36  | 9  | 14 | 13 | 029:380 | −9    | 41     |
| 16.               | SS Fidelis Andria 1928 3   | 36  | 8  | 17 | 11 | 036:400 | −4    | 38     |
| 17.               | Paganese Calcio 1926       | 36  | 7  | 12 | 17 | 036:560 | −20   | 33     |
| 18.               | SS Racing Club Fondi       | 36  | 7  | 9  | 20 | 033:520 | −19   | 30     |
| 19.               | SS Akragas 4               | 36  | 3  | 6  | 27 | 018:660 | −48   | 0      |
| Stand: Saisonende |                            |     |    |    |    |         |       |        |

Platzierungskriterien: 1. Punkte – 2. Direkter Vergleich (Punkte, Tordifferenz, geschossene Tore) – 3. Tordifferenz – 4. geschossene Tore

| Zum Saisonende 2017/18: |                                    |
| Meister der Gruppe, Aufstieg in die Serie B 2018/19 und Teilnahme an der Supercoppa Serie C Teilnahme an den Play-offs Teilnahme an den Play-outs Abstieg in die Serie D 2018/19 |                                    |
| |                                    |
| Zum Saisonende 2016/17: |                                    |
| (A) | Absteiger aus der Serie B 2016/17  |
| (N) | Aufsteiger aus der Serie D 2016/17 |
| |                                    |

### Torschützenliste
Bei gleicher Anzahl von Toren sind die Spieler alphabetisch nach Nachnamen bzw. Künstlernamen sortiert.
| Pl. | Nat.        | Name                | Mannschaft                                 | Tore |
| --- | ----------- | ------------------- | ------------------------------------------ | ---- |
| 01. | Italien     | Davis Curiale       | Catania Calcio                             | 15   |
| 02. | Italien     | Andrea Saraniti     | Virtus Francavilla Calcio (9) US Lecce (5) | 14   |
| 03. | Italien     | Giuseppe Genchi     | SS Monopoli 1966                           | 12   |
| 04. | Italien     | Simone Simeri       | SS Juve Stabia                             | 11   |
| 05. | Italien     | Christian Cesaretti | Paganese Calcio 1926                       | 10   |
| 05. | Italien     | Matteo Di Piazza    | US Lecce                                   | 10   |
| 05. | Italien     | Felice Evacuo       | Trapani Calcio                             | 10   |
| 05. | Italien     | Jacopo Murano       | Trapani Calcio                             | 10   |
| 05. | Italien     | Francesco Scarpa    | Paganese Calcio 1926                       | 10   |
| 10. | Argentinien | Luis Alfageme       | FC Casertana                               | 09   |
| 10. | Italien     | Andrea Bianchimano  | Urbs Sportiva Reggina 1914                 | 09   |
| 10. | Italien     | Mauro Bollino       | Sicula Leonzio                             | 09   |
| 10. | Italien     | Manuel Sarao        | SS Monopoli 1966                           | 09   |

## Platzierungsrunden

### Play-offs

#### Gruppe A
Die Mannschaften auf den Plätzen 2 bis 11 der Gruppe A traten hier gegeneinander an, die drei bestplatzierten Mannschaften erhielten ein Freilos für die zweite bzw. die Finalrunde. Endete eine Begegnung remis, kam die Mannschaft mit der besseren Platzierung in der Abschlusstabelle weiter.
1. Runde
Die Spiele wurden am 11. Mai 2018 ausgetragen.
|                        | Ergebnis |                       |
| ---------------------- | -------- | --------------------- |
| AS Viterbese Castrense | 2:1      | US Città di Pontedera |
| Carrarese Calcio       | 5:0      | US Pistoiese          |
| Piacenza Calcio 1919   | 4:2      | AS Giana Erminio      |

2. Runde
Die Spiele wurden am 15. Mai 2018 ausgetragen.
|                        | Ergebnis |                      |
| ---------------------- | -------- | -------------------- |
| SS Monza 1912          | 0:1      | Piacenza Calcio 1919 |
| AS Viterbese Castrense | 2:1      | Carrarese Calcio     |

#### Gruppe B
Die Mannschaften auf den Plätzen 2 bis 10 der Gruppe B traten hier gegeneinander an, die drei bestplatzierten Mannschaften erhielten ein Freilos für die zweite bzw. die Finalrunde. Endete eine Begegnung remis, kam die Mannschaft mit der besseren Platzierung in der Abschlusstabelle weiter.
1. Runde
Die Spiele wurden am 11. Mai 2018 ausgetragen.
|                | Ergebnis |                  |
| -------------- | -------- | ---------------- |
| UC AlbinoLeffe | 2:2      | AC Mestre        |
| Feralpisalò    | 3:1      | Pordenone Calcio |
| AC Renate      | 0:2      | Bassano Virtus   |

2. Runde
Die Spiele wurden am 15. Mai 2018 ausgetragen.
|                | Ergebnis |                |
| -------------- | -------- | -------------- |
| AC Reggiana    | 1:0      | Bassano Virtus |
| UC AlbinoLeffe | 0:1      | Feralpisalò    |

#### Gruppe C
Die Mannschaften auf den Plätzen 2 bis 10 der Gruppe C traten hier gegeneinander an, die drei bestplatzierten Mannschaften erhielten ein Freilos für die zweite bzw. die Finalrunde. Endete eine Begegnung remis, kam die Mannschaft mit der besseren Platzierung in der Abschlusstabelle weiter.
1. Runde
Die Spiele wurden am 11. Mai 2018 ausgetragen.
|                  | Ergebnis |                           |
| ---------------- | -------- | ------------------------- |
| Cosenza Calcio   | 2:1      | Sicula Leonzi             |
| SS Monopoli 1966 | 0:1      | Virtus Francavilla Calcio |
| FC Casertana     | 2:1      | Rende Calcio 1968         |

2. Runde
Die Spiele wurden am 15. Mai 2018 ausgetragen.
|                | Ergebnis |                           |
| -------------- | -------- | ------------------------- |
| SS Juve Stabia | 4:3      | Virtus Francavilla Calcio |
| Cosenza Calcio | 1:1      | FC Casertana              |

#### Finalrunde
Achtelfinale
Die Sieger aus den jeweiligen 2. Runden sowie die Mannschaften, die aufgrund ihrer Tabellenplatzierungen Freilose erhielten, spielten hier gruppenübergreifend in Hin- und Rückspielen gegeneinander. Die Hinspiele wurden am 20., die Rückspiele am 23. Mai 2018 ausgetragen. Stand es nach zwei Partien unentschieden, kam die Mannschaft mit der besseren Platzierung in ihrer jeweiligen Gruppentabelle weiter.
|                        | Gesamt |                       | Hinspiel | Rückspiel |
| ---------------------- | ------ | --------------------- | -------- | --------- |
| AS Viterbese Castrense | 4:2    | AC Pisa               | 1:0      | 3:2       |
| Piacenza Calcio 1919   | 3:4    | SS Sambenedettese     | 2:1      | 1:3       |
| Cosenza Calcio         | 4:1    | Trapani Calcio        | 2:1      | 2:0       |
| Feralpisalò            | 5:4    | US Alessandria Calcio | 2:3      | 3:1       |
| SS Juve Stabia         | 01:1 1 | AC Reggiana           | 0:0      | 1:1       |

Viertelfinale
Die Sieger aus den vorherigen Partien traten hier in Hin- und Rückspielen gegeneinander an. Die Hinspiele wurden am 30. Mai, die Rückspiele am 3. Juni 2018 ausgetragen. Stand es nach zwei Partien unentschieden, kam die Mannschaft mit der besseren Platzierung in ihrer jeweiligen Gruppentabelle weiter.
|                        | Gesamt |                   | Hinspiel | Rückspiel |
| ---------------------- | ------ | ----------------- | -------- | --------- |
| AC Reggiana            | 3:3    | Robur Siena       | 2:1      | 1:2       |
| AS Viterbese Castrense | 2:4    | FC Südtirol       | 2:2      | 0:2       |
| Feralpisalò            | 1:3    | Catania Calcio    | 1:1      | 0:2       |
| Cosenza Calcio         | 4:1    | SS Sambenedettese | 2:1      | 2:0       |

Halbfinale
Die letzten vier Mannschaften traten hier in Hin- und Rückspielen gegeneinander an. Die Hinspiele wurden am 6., die Rückspiele am 10. Juni 2018 ausgetragen. Stand es nach zwei Partien unentschieden, wurde eine Entscheidung per Verlängerung und anschließend im Elfmeterschießen herbeigeführt
|             | Gesamt          |                | Hinspiel | Rückspiel |
| ----------- | --------------- | -------------- | -------- | --------- |
| Robur Siena | 2:2 (4:3 i. E.) | Catania Calcio | 1:0      | 1:2 n. V. |
| FC Südtirol | 1:2             | Cosenza Calcio | 1:0      | 0:2       |

Finale
Die zwei Sieger ermittelten am 16. Juni 2018 den vierten Aufsteiger in die Serie B aus.
|             | Ergebnis |                |
| ----------- | -------- | -------------- |
| Robur Siena | 1:3      | Cosenza Calcio |

### Play-outs
Die zwei schlechtesten Mannschaften aus der Gruppenphase, die nicht bereits regulär abgestiegen waren, spielten hier in Hin- und Rückspielen um den Klassenerhalt.
Die Hinspiele wurden am 19., die Rückspiele am 26. Mai 2018 ausgetragen. Bei Gleichstand nach beiden Spielen stieg die Mannschaft mit der niedrigeren Platzierung in der Abschlusstabelle ab.
1. Runde
|                      | Gesamt |                      | Hinspiel | Rückspiel |
| -------------------- | ------ | -------------------- | -------- | --------- |
| AC Cuneo 1905        | 1:0    | US Gavorrano         | 1:0      | 0:0       |
| Vicenza Calcio       | 3:2    | Santarcangelo Calcio | 2:1      | 1:1       |
| SS Racing Club Fondi | 3:4    | Paganese Calcio 1926 | 2:2      | 1:2       |

### Supercoppa Serie C
Hier spielten die drei Staffelmeister den Supercup aus.
| Datum      |                  | Ergebnis |                  |
| ---------- | ---------------- | -------- | ---------------- |
| 11.05.2019 | Virtus Entella   | 0:0      | Pordenone Calcio |
| 18.05.2019 | SS Juve Stabia   | 2:2      | Virtus Entella   |
| 25.05.2019 | Pordenone Calcio | 3:0      | SS Juve Stabia   |

| Pl. | Verein           | Sp. | S | U | N | Tore    | Diff. | Punkte |
| --- | ---------------- | --- | - | - | - | ------- | ----- | ------ |
| 1.  | Pordenone Calcio | 2   | 1 | 1 | 0 | 003:000 | +3    | 04     |
| 2.  | Virtus Entella   | 2   | 0 | 2 | 0 | 002:200 | ±0    | 02     |
| 3.  | SS Juve Stabia   | 2   | 0 | 1 | 1 | 002:500 | −3    | 01     |